# Gran Premio de Plouay 2013
La 77.ª edición del Gran Premio de Plouay fue una carrera ciclista que se disputó el 1 de septiembre de 2013 con principio, varios pasos y final en la localidad de Plouay, en la Bretaña. Discurrió por un circuito de 26,9 km con tres pequeñas cotas (con inicio y final en Plouay), al que se le dieron 13 vueltas para completar un total de 243 km, repitiendo el recorrido de la edición anterior.
Perteneció al UCI WorldTour 2013.
Tomaron parte en la carrera 24 equipos: los 19 de categoría UCI ProTeam (al ser obligada su participación); más 5 de categoría Profesional Continental mediante invitación de la organización (el Sojasun, Cofidis, Solutions Crédits, IAM Cycling, Bretagne-Séché Environnement y Team Europcar). Formando así un pelotón de 182 ciclistas, de 8 corredores cada equipo (excepto el Sky, Lampre-Merida, Argos-Shimano y Orica GreenEDGE que salieron con 7 y el Belkin y Garmin Sharp que salieron con 5), de los que acabaron 133.
El ganador final fue Filippo Pozzato quien se impuso en el sprint a Giacomo Nizzolo y Samuel Dumoulin, respectivamente.

## Clasificación final
| \| Posición \| Ciclista \| Equipo \| Tiempo \| \| 1. \| Filippo Pozzato \| Lampre-Merida \| 5 h 59 min 54 s \| \| 2. \| Giacomo Nizzolo \| RadioShack Leopard \| m.t \| \| 3. \| Samuel Dumoulin \| Ag2r La Mondiale \| m.t \| \| 4. \| Jürgen Roelandts \| Lotto Belisol \| m.t \| \| 5. \| Daniele Bennati \| Saxo-Tinkoff \| m.t \| \| 6. \| Thor Hushovd \| BMC Racing \| m.t \| \| 7. \| Elia Viviani \| Cannondale \| m.t \| \| 8. \| Francisco Ventoso \| Movistar \| m.t \| \| 9. \| Borut Božič \| Astana \| m.t \| \| 10. \| John Degenkolb \| Argos-Shimano \| m.t \| |                   |                    |                 |
| Posición | Ciclista          | Equipo             | Tiempo          |
| 1. | Filippo Pozzato   | Lampre-Merida      | 5 h 59 min 54 s |
| 2. | Giacomo Nizzolo   | RadioShack Leopard | m.t             |
| 3. | Samuel Dumoulin   | Ag2r La Mondiale   | m.t             |
| 4. | Jürgen Roelandts  | Lotto Belisol      | m.t             |
| 5. | Daniele Bennati   | Saxo-Tinkoff       | m.t             |
| 6. | Thor Hushovd      | BMC Racing         | m.t             |
| 7. | Elia Viviani      | Cannondale         | m.t             |
| 8. | Francisco Ventoso | Movistar           | m.t             |
| 9. | Borut Božič       | Astana             | m.t             |
| 10. | John Degenkolb    | Argos-Shimano      | m.t             |